# Isabelle Leprince
 (octobre 2022).
Isabelle Leprince, née le 20 mai 1963, est une actrice et directrice artistique française.
Active dans le doublage, elle est la voix régulière de Vanessa Lynn Williams et une des voix de Dale Dickey, Janet McTeer et Zoë Wanamaker.

## Biographie
Son père était comédien et a fortement influencé son choix de vie.

### Formation
La future actrice a suivi le cours d'art dramatique René-Simon durant un an, puis les cours de Denise Noël, actrice française et sociétaire de la Comédie-Française, et enfin l'enseignement du metteur en scène Jean Darnel.

## Filmographie

### Cinéma
- 1996 : Swamp ! de Éric Bu - Monique de la Meuse
- 1997 : Arlette de Claude Zidi - Brigitte
- 1997 : Cuisine américaine de Jean-Yves Pitoun - Agnès
- 1997 : L'Homme idéal de Xavier Gelin - Mme Vendel
- 1999 : Sade de Benoît Jacquot
- 2002 : West end de Brice Émiel
- 2004 : La Demoiselle d'honneur de Claude Chabrol
- 2013 : Je m'appelle Hmmm... d'Agnès B. - le chef de rayon du supermarché

### Télévision
- 1990 : Lune de miel de Alain Lombardi
- 1990 : Le Localier de Christophe Andrei
- 1990 : Un amour partagé de Philippe Galardi
- 1990 : L'Oiseau rare de Jacques Audoir
- 1990 : Simple curiosité de Jacques Audoir
- 1991 : Chimères d'amazones de Éric Le Hung
- 1991 : Sombre Dimanche de Jacques Audoir
- 1992 : Les Vendéens de Jacques Dupont - Brave l'Angevin
- 1992 : Marie-Lou sans frontières de Éric Le Hung
- 1994 : François Kléber de Patrick Jamain
- 1995 : Les Allumettes suédoises de Jacques Ertaud - Mado
- 1996 : Mira la magnifique de Agnès Delarive
- 1996 : Les Cordier, juge et flic épisode La Tour de Jade de Paul Planchon - Marie
- 1996 : Inspecteur Moretti de Gilles Behat
- 1996 : Julie Lescaut épisode Abus de pouvoir de Alain Wermus - Sabine Belhomme
- 1996 : Une femme en blanc de Aline Issermann
- 1996 : Petit de Patrick Volson
- 1997 : Navarro épisode Pleure pas petit homme de Gérard Marx
- 1997 : Une voix en or de Patrick Volson
- 1997 : Marcel ! de Agnès Delarive
- 1997 : Le Roi en son moulin de Jacob Berger
- 1997 : Qui mange qui ? de Dominique Tabuteau - Sophie
- 1998 : Famille de cœur de Gérard Vergez - Jacqueline
- 1998 : La Secrétaire du Père Noël de Dagmar Damek - Muriel
- 1998 : La Petite fille en costume marin de Marc Rivière - Martine Loison
- 1998 : Une femme d'honneur épisode Balles perdues de Bernard Uzan - Annie Briard
- 1998 : La Kiné épisode Stade 3 de Aline Issermann
- 1998 : La Kiné épisode La Gagne de Aline Issermann - Françoise, la surveillante
- 1998 : Tous ensemble de Bertrand Arthuys - Muriel
- 1998 : Quai numéro un épisode Jeu de massacre Patrick Jamain - Nathalie
- 1999 : Navarro épisode Vengeance aveugle de Patrick Jamain
- 1999 : Marc Eliot épisode J'ai tué ma femme et mes enfants de Patrick Jamain - Jenny
- 1999 : Victoire de Nadine Trintignant
- 2000 : Chère Marianne épisode Incident diplomatique de Bernard Uzan - Michèle
- 2000 : Victoire, ou la douleur des femmes, téléfilm de Nadine Trintignant (feuilleton TV) : La femme du planning familial
- 2000 : Objectif Bac de Patrick Volson - Mme Hervieux
- 2000 : Navarro épisode Ne pleurez pas Jeannettes de Patrick Jamain - Roulia
- 2000 : Affaires familiales de Alain Sachs
- 2001 : Nestor Burma épisode Concurrences déloyales de Jacob Berger - Nadine
- 2001 : Bébé à bord de Nicolas Herdt - La sage-femme
- 2002 : La Crim' (série TV) - épisode La Hache de guerre de Dominique Guillo - Jeanne Baker
- 2002 : La Bête du Gévaudan de Patrick Volson - Rosalia Chastel
- 2002 : Sami, le pion épisode Rumeur réalisé par Patrice Martineau
- 2002 : Vu à la télé de Daniel Losset - Evelyne
- 2003 : Diane, femme flic épisode La Dette de Marc Angelo - Véronique Marton
- 2004 : Julie Lescaut, épisode 5 saison 13, Sans pardon de Luc Goldenberg - Madame Cassetti
- 2004 : Père et maire épisode Amélie de Patrick Volson - Claudine Lemoine
- 2004 : Louis Page épisode Des bleus à l'âme de Jean-Louis Bertuccelli - Marion Jousse
- 2004 : Sœur Thérèse.com épisode Au nom du père de Olivier Barma - Pauline Porte
- 2004 : Avocats et Associés épisode Chère Maman de Patrice Martineau
- 2006 : Joséphine, ange gardien épisode L'Ange des casernesde Luc Goldenberg - Mme Garnier
- 2006 : PJ de Claire de la Rochefoucauld
- 2006 : Faites le 15 de Étienne Dhaene
- 2007 : Adresse inconnue épisode Le nouveau souffle de Rodolphe Tissot
- 2008 : Baby Jane de Nicolas Herdt
- 2008 : R.I.S Police scientifique épisode QI 189 de Christophe Barbier - Mère Victor
- 2010 : Le juge est une femme épisode Par amour de René Manzor - Magali
- 2012 : La Loi de mon pays de Dominique Ladoge - Carmen Grammatico
- 2013 : Les Limiers durant les six épisodes - Lucie Martin
- 2017 : Quand je serai grande je te tuerai de Jean-Christophe Delpias - Isabelle Chevin
- 2019 : Un si grand soleil - Patricia Martinez
- 2021 : Le Code épisodes 5 et 6 - Jacqueline Arsena
- 2023 : Alex Hugo de Thierry Petit, saison 9 épisode 3 : Cold Case : Armelle Chantôme
- 2024 : collection Meurtres à... : Meurtres à Château-Thierry de Delphine Lemoine : Liliane

## Doublage
Sources : Doublage Séries Database, RS Doublage, Planète Jeunesse

### Cinéma

#### Films
- Dale Dickey dans :
  - Maman, j'ai raté ma vie (2012) : Tammy
  - Comancheria (2016) : Elsie
  - Sans issue (2022) : Sandi
- Lauren Maher dans :
  - Pirates des Caraïbes, la malédiction du Black Pearl (2003) : Scarlett
  - Pirates des Caraïbes, le secret du coffre maudit (2006) : Scarlett
- 2000 : Presque célèbre : Elaine Miller (Frances McDormand) (1er et 2d doublages)
- 2001 : Dancing at the Blue Iguana : Stormy (Sheila Kelley)
- 2001 : Escrocs : Edwina (Siobhan Fallon Hogan)
- 2001 : Moulin Rouge : Nini Pattes-en-l'air (Caroline O'Connor)
- 2002 : Paid in Full : Dora (Cynthia Martells)
- 2005 : The Devil's Rejects : Gloria Sullivan (Priscilla Barnes)
- 2005 : Terrain d'entente : Theresa (Jessamy Finet)
- 2005 : Elektra : Typhoid (Natassia Malthe)
- 2006 : La Nativité : Anna (Hiam Abbass)
- 2006 : Lucky Girl : Madame Z (Tovah Feldshuh)
- 2006 : La Peur au ventre : Divina (Idalis DeLeon)
- 2006 : Au nom de la liberté : Anna Vos (Michele Burgers)
- 2007 : Dangereuse Séduction : le lieutenant Tejada (Florencia Lozano)
- 2007 : Cours toujours Dennis : Claudine (Ruth Sheen)
- 2007 : L'Amour aux temps du choléra : Escolástica (Alicia Borrachero)
- 2007 : Alvin et les Chipmunks : Amy (Veronica Alicino)
- 2008 : Ma prof est une bombe : Francesca (Chiara Sani)
- 2008 : Panique à Hollywood : Dr Randall (Kate Burton)
- 2008 : Délire Express : Carol (Rosie Perez)
- 2008 : La Loi et l'Ordre : Cheryl Brooks (Melissa Leo)
- 2009 : Hannah Montana, le film : Vita (Vanessa Lynn Williams)
- 2009 : Confessions d'une accro du shopping : Orla (Susan Blommaert)
- 2009 : Les Zintrus : Razor (Kari Walgreen)
- 2009 : Bad Lieutenant : Escale à La Nouvelle-Orléans : Heidi (Fairuza Balk)
- 2010 : Unstoppable : Connie Hooper (Rosario Dawson)
- 2010 : VIPs : Silvia (Gisele Froes)
- 2010 : Conviction : Roseanna Perry (Juliette Lewis)
- 2011 : La piel que habito : elle-même (Concha Buika)
- 2012 : Maman, j'ai raté ma vie : Diana (Rose Abdoo)
- 2012 : L'Hypnotiseur : Magdalena (Eva Melander)
- 2013 : New York Melody : Miriam (Catherine Keener)
- 2014 : Dernier combat : Mary (Arlene Duncan)
- 2016 : City of Tiny Lights : Mme Elbaz (Myriam Acharki)
- 2016 : Un jour dans la vie de Billy Lynn : Denise Lynn (Deirdre Lovejoy)
- 2017 : Cargo : Etta (Kris McQuade)
- 2017 : Underworld: Blood Wars : Amelia (Zita Görög)
- 2017 : Le Bonhomme de neige : Edda (Jamie Clayton)
- 2017 : Le Grand Jeu : l'avocate en faillite (Elisa Moolecherry)
- 2019 : Paddleton : Judy (Alexandra Billings) et la réceptionniste de l'hôtel (Lynnann Gartner)
- 2019 : X-Men: Dark Phoenix : la directrice de vol de la NASA (Lynne Adams)
- 2019 : Mission Paradis : Liz (Janeane Garofalo)
- 2019 : La Belle et le Clochard : Peg (Janelle Monáe) (voix)
- 2020 : Rupture fatale : Grace (Crystal Fox)
- 2021 : Deadly Illusions : tante Lotty (Melissa Chambers)
- 2022 : Comment je suis tombée amoureuse d'un gangster : Rita (Krystyna Janda)
- 2022 : Mon Petit Ami virtuel : Lucille (Karen Robinson)
- 2022 : Me Time : Enfin seul ? : ? (?)
- 2022 : I Came By : Ella Lloyd (Franc Ashman)
- 2022 : Gasoline Alley : Eleanor Rogers (Sufe Bradshaw)
- 2022 : Les Nuits de Mashhad : Zari Khanum (Soraya Helli)
- 2023 : The Marvels : Muneeba Khan (Zenobia Shroff)
- 2023 : Répétition générale (en) : Rita Cohen (Caroline Aaron)
- 2023 : L'Exorciste : Dévotion : Ann Brooks (Ann Dowd)
- 2023 : Tom Brady à tout prix (en) : Betty (Sally Field)

#### Films d'animation
- 2000 : Titan A.E. : la reine Drej
- 2001 : Monstres et Cie : Germaine
- 2004 : La Ferme se rebelle : Audrey
- 2004 : Shrek 2 : Joan Rivers
- 2005 : Tarzan 2 : Tok
- 2010 : Toy Story 3 : Stretch
- 2011 : Zhu Zhu Pets, le Magicien du Palais des rêves : Mazhula[5]
- 2012 : L'Étrange Pouvoir de Norman : la shérif Hooper
- 2012 : Jean de la Lune : Jean de la Lune
- 2013 : Hôtel Transylvanie : les gremlins Elderly et Shurken, la deuxième tête d'Hydra
- 2013 : Monstres Academy : Germaine
- 2013 : Superman contre Brainiac : Alura
- 2013 : Scooby-Doo au secours de la NASA : Devon
- 2014 : Khumba : Zuki
- 2015 : Vice Versa : Paula, la femme de mémoire
- 2016 : DC Super Hero Girls : Héroïne de l'année : Eclipso
- 2016 : Les Trolls : Chef
- 2016 : Robinson Crusoé : Rosie
- 2017 : LEGO DC Super Hero Girls : Rêve ou Réalité : Eclipso
- 2018 : La Mort de Superman : Martha Kent (en)
- 2019 : Arctic Dogs : Mission polaire : Magda
- 2024 : Vice-versa 2 : Paula, la femme de mémoire

### Télévision

#### Téléfilms
- Lynn Whitfield dans :
  - Les Cheetah Girls (2003) : Dorothea
  - Les Cheetah Girls 2 (2006) : Dorothea
- 1998 : Faux pas interdit : Jean (Amanda de Cadenet)
- 2004 : Salem : Eva Prunier (Julia Blake (en))
- 2005 : Romy and Michele: In the Beginning : Donna (Alexandra Billings)
- 2007 : Revanche de femme : Byrdie Langdon (Kirstie Alley)
- 2009 : Accusée à tort : Ellen Walterson (Jordan Shirley)
- 2010 : L'Appât du gain : Meredith Cole (Angela Asher)
- 2011 : Le Spectacle de Noël : Rebecca McCulloch (Gloria Gifford)
- 2013 : Et si j'étais une femme... : Else Weigert (Patricia Hirschbichler (de))
- 2013 : Une mère indigne : l'infirmière Williams (Deidrie Henry)
- 2014 : Le Voyage d'une vie : Jessie Mae Watts (Vanessa Lynn Williams)
- 2014 : Gabby Douglas : Une médaille d'or à 16 ans : Miss Caroline (Sharon Epatha Merkerson)
- 2014 : Au cœur des ténèbres : Rosy Deighton (Marty Gargle)
- 2015 : Whitney Houston : Destin brisé : Cissy Houston (Suzzanne Douglas (en))
- 2015 : Un baby-sitting pour deux : Violet (Caroline Aaron)
- 2015 : La Folie en héritage : l'officier Cruz (Dionne Gipson)
- 2015 : Les Chaussures magiques : Mme Donna King (Mary Wilson)
- 2016 : Au secours, on est déconnectés ! : Frau Mertens (Michaela Casper)
- 2016 : Une demande en mariage pour Noël : Helen (Victoria Snow (en))
- 2017 : Elizabeth Smart, kidnappée à 14 ans : Wanda Barzee (Deirdre Lovejoy)
- 2017 : Un simple baiser : Melanie (Tangie Ambrose)
- 2018 : Marions-nous à Noël ! : Brenda (Elizabeth Covarrubias)
- 2018 : Une bague sous le sapin : Irene Parcell (Candus Churchill)
- 2018 : Pensées interdites : Louise (Dot-Marie Jones)
- 2019 : Une belle rencontre de Noël : la présentatrice (Ellen Dubin)
- 2021 : Le grand concours de Noël : Martha (B. J. Harrison)

#### Séries télévisées

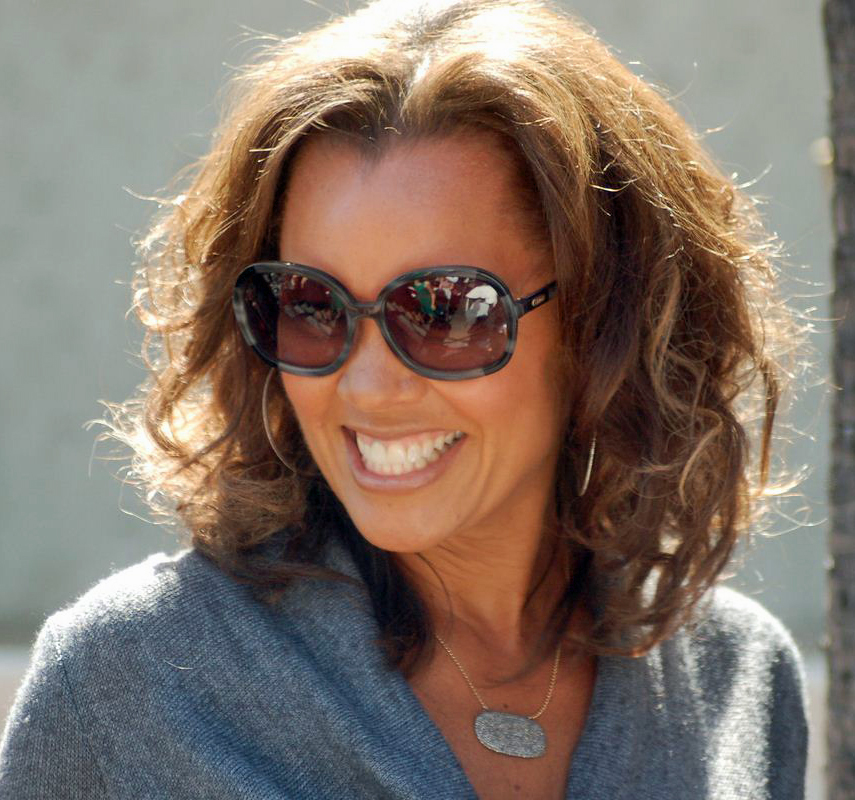
Isabelle Leprince double l'actrice Vanessa Williams (photo) de manière régulière.

- Vanessa Lynn Williams dans (8 séries) :
  - Ugly Betty (2006-2010) : Wilhelmina Slater (85 épisodes)
  - Desperate Housewives (2010-2012) : Renee Perry (46 épisodes)
  - 666 Park Avenue (2012-2013) : Olivia Doran (13 épisodes)
  - The Good Wife (2015) : Courtney Paige (4 épisodes)
  - The Mindy Project (2015) : Dr Phillips (saison 3, épisode 17)
  - Royal Pains (2015) : Olympia Houston (saison 7, épisodes 4 et 5)
  - Flynn Carson et les Nouveaux Aventuriers (2016-2017) : la générale Cynthia Rockwell (4 épisodes)
  - Modern Family (2017) : Rhonda (saison 9, épisode 2)
- Jayne Houdyshell dans :
  - New York, unité spéciale (2002-2017) : la juge Ruth Linden (10 épisodes)
  - Blue Bloods (2014) : Roseanne Galecki (saison 4, épisode 15)
  - Elementary (2015) : Carla (saison 3, épisode 13)
  - Quantico (2018) : The Widow (saison 3, épisode 1)
  - The Tick (2019) : Black Market Bob (saison 2, épisode 5)
- Ashlie Atkinson (en) dans (5 séries) :
  - Boardwalk Empire (2012) : Gianconda Rosetti (saison 2, épisode 1)
  - Nurse Jackie (2014) : Kim (saison 6, épisode 7)
  - Elementary (2014 / 2018) : Gay (saison 2, épisode 14 et saison 6, épisode 8)
  - Bull (2018) : Kendall Tyler (saison 2, épisode 13)
  - New Amsterdam (2019 / 2020) : Jackie Connor (saison 2, épisodes 9 et 10)
- Zoë Wanamaker dans (4 séries) :
  - Ma tribu (2000-2011) : Susan Harper (116 épisodes)
  - Mr Selfridge (2005) : la princesse Marie (10 épisodes)
  - Britannia (2018-2021) : la reine Antedia (17 épisodes)
  - Criminal Record (en) (2024) : Maureen
- Candis Cayne dans (4 séries) :
  - Dirty Sexy Money (2007-2008) : Carmelita Rainer (11 épisodes)
  - Nip/Tuck (2009) : Alexis Stone (saison 6, épisodes 6 et 7)
  - Drop Dead Diva (2010) : Allison Webb (saison 2, épisode 8)
  - Elementary (2013-2014) : Mlle Hudson (3 épisodes)
- Lisa Berry (en) dans (4 séries) :
  - Against the Wall (2011) : Janice Lawrence (épisodes 2 et 3)
  - Continuum (2015) : Nolan (4 épisodes)
  - Supernatural (2015-2020) : Billie (15 épisodes)
  - Shadowhunters (2017-2018) : sœur Cleophas Garroway (5 épisodes)
- Janet McTeer dans :
  - Battle Creek (2015) : la commandante Kim Guziewicz (13 épisodes)
  - Jessica Jones (2018) : Alisa Jones (11 épisodes)
  - Ozark (2018-2020) : Helen Pierce (17 épisodes)
  - Kaos (depuis 2024) : Héra (8 épisodes)
- Angela Asher dans (4 séries) :
  - Private Eyes (2016-2018) : Maggie Melroy (saison 1, épisode 9 et saison 2, épisode 16)
  - Bad Blood (2017-2018) : Renata (6 épisodes)
  - Workin' Moms (2018) : Dorothy Cutwater (saison 2)
  - Northern Rescue (en) (2019) : l'officier Dani (épisodes 9 et 10)
- Karin Konoval dans :
  - Good Doctor (2018-2020) : l'infirmière Deena Petringa (13 épisodes)
  - Supergirl (2019) : la sénatrice Granberry (saison 4, épisode 17)
  - Big Sky (2021) : Penelope Denesuk (saison 1)
- Telma Hopkins dans :
  - Une nounou d'enfer (1997) : Lila Baker (saison 4, épisode 19)
  - Getting On (en) (2013) : Beverly Raymes (saison 1, épisode 1)
- Constance Zimmer dans : 
  - Entourage (2006-2011) : Dana Gordon (2e voix, saisons 3 à 8)
  - The New Normal (2012) : Tiffany (épisode 7)
- Alexandra Billings dans :
  - Eli Stone (2008) : Joanna (saison 2, épisode 9)
  - Journal d'une Future Présidente (2020) : Joy (saison 1, épisodes 4 et 5)
- Lorraine Bracco dans :
  - Lipstick Jungle : Les Reines de Manhattan (2008) : Janice Lasher (saison 1, épisodes 2 et 3)
  - Dice (2016) : Toni (saison 1, épisodes 4 et 5)
- Rachael Crawford dans :
  - Alphas (2011-2012) : Jeannie Harken (6 épisodes)
  - Private Eyes (2017) : Emila Mantella
- Sufe Bradshaw dans :
  - Veep (2012-2019) : Sue Wilson (49 épisodes)
  - Rizzoli & Isles (2014) : Dalia Reilly (saison 4, épisode 15)
- Lyn Alicia Henderson dans :
  - Mom (2013-2018) : Susan (8 épisodes)
  - Marvel : Les Agents du SHIELD (2018) : Dr Ford (saison 5, épisode 15)
- Sandra Bernhard dans :
  - Switched (2014) : le professeur Teresa Ledarsky (4 épisodes)
  - Brooklyn Nine-Nine (2014-2015) : Darlene Linetti (3 épisodes)
- Esodie Geiger dans :
  - Night Shift (2014-2017) : l'infirmière Mollie Ramos (37 épisodes)
  - Esprits criminels (2017) : M. E. Sterling (saison 12, épisode 10)
- Charmin Lee dans :
  - Outcast (2016-2017) : Rose Giles (2e voix, 8 épisodes)
  - Tell Me Your Secrets (2021) : Kamala Walker (saison 1, épisode 3)
- Caroline Aaron dans :
  - Madam Secretary (2017 / 2019) : Edie Moran (saison 4, épisode 8 et saison 6, épisode 3)
  - La Fabuleuse Madame Maisel (2017-2023) : Shirley Maisel (29 épisodes)
- 1990-1994 : Dream On : Lauren (Rosalind Allen), Allison Sweeting (Cherie Michan) (4 épisodes)
- 1995-1996 : Loïs et Clark : Les Nouvelles Aventures de Superman : Star (Olivia Brown) (4 épisodes)
- 1996 : Une nounou d'enfer : elle-même (Rosie O'Donnell) (saison 4, épisode 4)
- 2002-2006 : Everwood : Edna Harper (Debra Mooney) (89 épisodes)
- 2005 : La Vie avant tout : Josie Weaver (Tara Buck)
- 2006 : Jane Eyre : Lady Ingram (Francesca Annis) (mini-série)
- 2006 : Phénomène Raven : Mme Rothschild (Amy Tolsky)
- 2006 : Rosemary & Thyme : Geraldine Illingworth (Marsha Fitzalan)
- 2006 : Conviction : Leslie Goldsmith (Chloe Whiteford)
- 2008 : Retour à Lincoln Heights : Octavia (Angie Stone)
- 2008-2011 : Physique ou Chimie : Clara Yáñez (Nuria Gonzalez) (68 épisodes)
- 2009 : Lost : Les Disparus : Jill (Mary Mara)
- 2009 : The Philanthropist : Genta (Nikolina Friganovic)
- 2009-2010 : How I Met Your Mother : Karen (Laura Prepon) (3 épisodes)
- 2011 : I'm in the Band : Ma vie de rocker : Dominique (Suzanne Cryer) (saison 2, épisode 21)
- 2012 : Bones : Gina Carlson (Lori Alan) (saison 8, épisode 3)
- 2014-2015 : The Originals : Lenore / Esther Mikaelson (Sonja Sohn) (8 épisodes)
- 2016 : Scream Queens : l'infirmière Ingrid Laffreuse (Kirstie Alley) (saison 2, épisode 9)
- 2016 : Jour polaire : Kajsa Burlin (Anna Azcárate)
- 2016 : Slasher : Sonja Edwards (Victoria Snow) (3 épisodes)
- 2016 : Squadra criminale : Roberta (Lisa Galantini)
- 2017 : Vice Principals : Nash (Dale Dickey) (9 épisodes)
- 2017 : Fargo : Vivian Lord (Frances Fisher) (saison 3, épisode 3)
- 2017 : Brooklyn Nine-Nine : Laverne Holt (L. Scott Caldwell) (saison 4, épisode 19)
- 2018 : Pine Gap : Dani Griffin (Linda Cropper)
- 2019 : Le Prix du silence : Cordelia (Gabrielle Glaister) (mini-série)
- 2019 : Big Little Lies : Elizabeth Howard (Crystal Fox) (6 épisodes)
- 2019 : Proven Innocent : la juge Taborn (Kirsten Fitzgerald)
- 2019 : Bull : la juge Garner (Tovah Feldshuh) (saison 3, épisode 13)
- 2019 : Shame : la principale De Rossi (Pamela Rabe) (mini-série)
- 2019 : Succession : Susan Vardy (Debbye Turner) (saison 2, épisodes 4 et 9)
- 2019 : Mr. Mercedes : Alma Lane (Kate Mulgrew) (saison 3)
- 2020 : Les Enquêtes de Vera : Tina Tripp (Marian McLoughlin (en)) (saison 10, épisode 1)
- 2021 : S.W.A.T. : Ivy (Ungela Brockman) (saison 5, épisode 7)
- 2022 : The Guardians of Justice : ? (?)
- 2022 : Vikings: Valhalla : Scalde de Kattegat (Amy Conroy)
- 2022 : Miss Marvel : Muneeba Khan (Zenobia Shroff) (mini-série)
- 2022 : The Tourist : Freddie Lanagan (Maria Mercedes) (doublage France TV)
- 2022 : The Watcher : Theodora (Noma Dumezweni) (mini-série)
- 2022 : Pachinko : ? (?)
- 2022 : La Nuit où Laurier Gaudreault s'est réveillé : ? (?) (mini-série)
- 2023 : La Petite Fille sous la neige : ? (?) (mini-série)
- 2023 : Miseducation : Ashley [Qui ?]
- 2023 : Yu Yu Hakusho : Genkai (Meiko Kaji)
- 2023 : Yoh! Christmas (en) : Lulu (Dorothy-Ann Gould)
- 2023 : The Woman in the Wall (en) : Amy Kane (Hilda Fay (en))
- 2023 : A Body That Works (en) : la mère d'Ido (Rita Shukrun)
- 2025 : Mercredi : Dre Fairburn (Thandiwe Newton) (saison 2)

#### Séries d'animation
- 2001-2003 : La Légende de Tarzan : Tok
- 2001-2007 : Billy et Mandy, aventuriers de l'au-delà : Nanny
- 2005 : Yakari : Maman ours et Corne raccourcie
- 2005-2007 : Juniper Lee : Tante Rosine
- 2006-2008 : Kuzco, un empereur à l'école : coach Sweetie
- 2007 : Le Chat de Frankenstein : Fifi
- 2008 : Spectacular Spider-Man : la maire Waters
- 2008 : Star Wars: The Clone Wars : la reine Karina (épisode 29)
- 2010-2012 : Ben 10: Ultimate Alien : Ma Vreedle
- 2010-2013 : 64, rue du Zoo : Eleonor et Thelma (saisons 3 et 4)
- 2011-2013 : Green Lantern : Scar
- 2012-2014 : Ben 10: Omniverse : la princesse Looma Red Wind, Ma Vreedle, Serena
- 2014 : One Piece : Nightin (épisode spécial 3D2Y)
- 2015 : Didi et l'Œuf (en) : Luke
- 2015-2018 : DC Super Hero Girls : la mère de Bumblebee et le professeur Minerva
- 2016-2018 : Skylanders Academy : Kaossandra
- 2017-2018 : Mike Judge Presents: Tales from the Tour Bus (en) : Jacqueline Rhinehart
- 2017-2018 : Lego DC Super Hero Girls : Eclipso et Brain Drain
- 2018-2019 : Le Trio venu d'ailleurs : Les Contes d'Arcadia : le colonel Kubritz
- 2018-2019 : Kung Fu Panda : Les Pattes du destin : Démon
- 2020 : Spirit : Au galop en toute liberté - À l'école d'équitation : coach Bradley
- 2020 : BNA: Brand New Animal : Grand Mémé
- 2021 : Star Wars: Visions : Masago (saison 1, épisode 9)
- 2021-2024 : Monstres et Cie : Au travail : Germaine
- 2023 : The Ancient Magus Bride : Liza
- 2023 : Captain Fall (en) : Mme Porter
- 2023 : Les Carnets de l'Apothicaire : voix additionnelles
- 2025 : Dandadan : Naki Kitō (version Netflix)

### Jeux vidéo
- 1996 : Tomb Raider : Jacqueline Natla
- 2002 : Monstres et Cie : Germaine
- 2002 : Monstres et Cie : L'Île de l'épouvante : Germaine
- 2010 : ZhuZhu Pets : Les Animaux de la forêt : Mazhula
- 2010 : Toy Story 3 : Stretch
- 2012 : Guild Wars 2 : l'avatar de l'Arbre Clair
- 2012 : 007 Legends : voix additionnelles
- 2013 : BioShock Infinite : voix additionnelles
- 2014 : Dragon Age Inquisition : Svarah Solmèche
- 2015 : Bloodborne : Eileen
- 2016 : Gwent: The Witcher Card Game : Nenneke
- 2016 : Watch Dogs 2 : Trisha
- 2017 : Cars 3 : Course vers la victoire : Miss Fritter
- 2017 : Overwatch : Ana Amari (2e voix[6])
- 2017 : Heroes of the Storm : Ana Amari
- 2017 : Assassin's Creed Origins : voix additionnelles
- 2018 : Assassin's Creed Odyssey : Chrysis et l'habitante qui prie devant une statue
- 2018 : Thronebreaker: The Witcher Tales : divers personnages
- 2020 : Watch Dogs: Legion : divers personnages féminins
- 2022 : Overwatch 2 : Ana Amari
- 2023 : Starfield : ?
- 2024 : Suicide Squad: Kill the Justice League : ?
- 2024 : Star Wars Outlaws : Quint Cresadde, Nofis et voix additionnelles
- 2025 : Monster Hunter Wilds : voix additionnelles

### Direction artistique
Isabelle Leprince est également directrice artistique.
| - 1943 : Johnny le vagabond - 1944 : Alerte aux marines (version longue) - 1947 : La Vallée de la peur - 1951 : Fort Invincible - 1951 : Pékin Express - 1952 : La Polka des marins - 1970 : Jules César - 2008 : Be Happy - 2016 : The Do-Over - 2016 : Les Stars de la toile (en) - 2017 : Mudbound - 2017 : Okja - 2017 : Sandy Wexler - 2017 : Max 2 : Un héros à la Maison Blanche (en) - 2018 : Tel père - 2018 : Game Over, Man! - 2018 : Benji - 2018 : Father of the Year - 2018 : Mariage à Long Island - 2018 : Happy Anniversary (en) - 2020 : Le Goût du vin - 2021 : L'Étau de Munich - 2021 : Un château pour Noël - 2021 : 7 Prisonniers - 2021 : Twist (en) - 2021 : Rebelles - 2022 : Run & Gun (en) - 2022 : La Machine infernale (en) - 2022 : Love in the Villa (en) - 2022 : Le Jour où j'ai décidé de me prendre en main (sv) - 2023 : Joli désastre (en) - 2024 : Beautiful Wedding - 2024 : Long Distance - 2017 : Mariah Carey présente : Mon plus beau cadeau de Noël | - Red Oaks - Sneaky Pete - Iron Fist - Fleabag - Toi, moi et elle - The Tick - Easy (6 épisodes, saison 2) - Ghoul (en) (mini-série) - Breathe (en) - Les Nouvelles Légendes du roi singe - Northern Rescue (en) - Duchesse (en) - The Forgotten Army - Le dernier mot (de) - Mentiras - La Templanza - With Love (en) - Tribes of Europa - Invasion - The Sex Lives of College Girls - Jamais froid aux yeux (en) - Chosen - 2022 : The Imperfects - 2022 : Blockbuster (en) - 2022 : L'Impératrice - 2022 : Une équipe hors du commun - 2024 : Kübra (tr) - 2024 : The Franchise (en) - 2025 : Toxic Town (mini-série) - 2025 : Pulse - 2025 : Les Lettres du passé (sv) - 2017 : L'obsession d'une étudiante - 2017 : Les Secrets du Lac - 2018 : Le gala de Noël - 2018 : Tous ces enfants m'appartiennent ! - 2018 : Un Noël sur glace - 2021 : Le Berceau du secret - 2022 : Fit for Christmas - La Magie de Motown (saison 1) - Costume Quest - Beastars |

## Théâtre
Isabelle Leprince a interprété de nombreux rôles, notamment dans les œuvres théâtrales suivantes .
- 1985 L'impromptu de Versailles de Molière, mise en scène de Denise Noël
- 1985 Antigone de Jean Anouilh, mise en scène de Claude Leprince
- 1987 Huis clos de Jean-Paul Sartre, mise en scène de Jean Darnel
- 1988 Les cloches de Kiteje de P. Gripari, mise en scène de Franck Rollet & Isabelle Leprine
- 1989 Qui n'a pas son Minotaure ? de Marguerite Yourcenar, mise en scène de Jean-Louis Bihoreau
- 1989 Charlotte Corday de Pierre Drieu la Rochelle, mise en scène de Guy Louret
- 1989 La guerre de Troie n'aura pas lieu de Jean Giraudoux, mise en scène de Marianne Valéry
- 1989/1990 Morts sans sépulture de Jean-Paul Sartre, mise en scène de Jean-Claude Broche
- 1990 George Sand (montage de textes de George Sand), mise en scène d'Alexis Chevalier
- 1990/1991 La Cerisaie d'Anton Tchekhov, mise en scène de Jacques Rosny
- 1992 La célibataire de L. Leprince, mise en scène de Philippe Ferran
- 1992/1993 Une fille entre nous d'Éric Assous, mise en scène par l'auteur
- 1993 La Mégère apprivoisée de William Shakespeare, mise en scène de Jean-Max Jallin
- 1994 Alice N, héroïne de Hervé Colin, mise en scène par l'auteur
- 1995/1996 Le portefeuille d'Éric Assous, mise en scène de Jean-Luc Moreau
- 1997 La Parisienne de Henry Becque, mise en scène de Donald Cardwell
- 2000 Court sucré de David Basant et Bruno Chapelle, mise en scène de Bruno Chapelle
- 2001 Flute, champagne ensemble de pièces courtes de Georges Courteline, mise en scène de Philippe Ferran
- 2013 Généalog'HIC ! d'après La Pose et autres pièces courtes de Carole Fréchette, création de Fily Keita et Yan Coadou.
- 2014/2015 Joyeuses Pâques de Jean Poiret, mise en scène Jean-Luc Moreau